# Andrei Pacheco
Andrei Pacheco (Princes Town, 20 settembre 1984) è un calciatore trinidadiano, centrocampista del Point Fortin Civic.